# Cratere Hargraves
Hargraves  è un cratere sulla superficie di Marte.